# Florent Hasani
Florent Hasani (Vučitrn, 1997. március 30. –) jugoszláv születésű koszovói válogatott labdarúgó, a Rapid București játékosa.

## Pályafutása

### Klubcsapatban
Hasani pályafutását hazájában kezdte a Vushtrria csapatában, majd 2015-től három idényen keresztül az KF Trepça'89 játékosa volt. A 2016-17-es idény végén bajnoki címet ünnepelhetett, és megválasztották az év játékosának is a bajnokságban. 2018. január 25-én szerződtette a magyar élvonalban szereplő Diósgyőri VTK csapata. Átigazolása négy nappal később vált hivatalossá, a miskolci klub ingyen szerezte meg a középpályást. Február 20-án mutatkozott be új csapatában, végigjátszotta a Vác elleni Magyar Kupa találkozót. Csapatában hamar meghatározó játékos lett, a 2018–2019-es szezon első felében öt gólt szerzett és egy gólpasszt is kiosztott, teljesítményére pedig hazája válogatottjánál is felfigyeltek. Három és fél év alatt a DVTK színeiben 91 NB I-es találkozón tízszer volt eredményes. 2021 februárjában az izraeli élvonalban szereplő Hapóél Kfar Szaba szerződtette. Mindössze fél év után távozott Izraelből, és a magyar élvonalba feljutó Gyirmótban folytatta pályafutását.
2022. június 9-én Tirana csapata bejelentette, hogy szerződése lejártával náluk folytatja pályafutását. A 2022-2023-as albán bajnokságban 16 találattal gólkirályi címet szerzett. 2023 decemberében a román élvonalbeli Rapid București szerződtette.

### A válogatottban
Az U21-es válogatott tagjaként játszott a 2019-es U21-es Európa-bajnokság selejtezősorozatában, de nem kvalifikálták magukat a tornára. 2018. január 22-én meghívták a felnőtt válogatott keretébe is, de az Azerbajdzsán elleni találkozót két nappal később törölték, így Hasani debütálása is elmaradt. 2019. szeptember 10-én Anglia ellen debütált a válogatottban. Szeptember 10-én, a Gibraltár elleni győztes felkészülési mérkőzésen megszerezte első válogatott gólját.

#### Mérkőzései a koszovói válogatottban
| #  | Dátum                | Ellenfél    | Eredmény | Kiírás              | Esemény   |
| -- | -------------------- | ----------- | -------- | ------------------- | --------- |
| 1. | 2019. szeptember 10. | Anglia      | 3 – 5    | Eb-selejtező        | 85'       |
| 2. | 2019. október 10.    | Gibraltár   | 1 – 0    | barátságos mérkőzés | 46' 69'   |
| 3. | 2019. október 14.    | Montenegró  | 2 – 0    | Eb-selejtező        | 90+2'     |
| 4. | 2020. szeptember 6.  | Görögország | 1 – 2    | Nemzetek Ligája     | 55'       |
| 5. | 2020. október 11.    | Szlovénia   | 0 – 1    | Nemzetek Ligája     | 89'       |
| 6. | 2020. október 14.    | Görögország | 0 – 0    | Nemzetek Ligája     | 63' 90+5' |
| 7. | 2020. november 11.   | Albánia     | 1 – 2    | barátságos mérkőzés | 46'       |
| 8. | 2020. november 15.   | Szlovénia   | 1 – 2    | Nemzetek Ligája     | 90+1'     |